# Baltic Sea League
La Baltic Sea League è una associazione sportiva che organizza l'omonimo campionato di football americano, facente inizialmente parte della Eastern League of American Football e successivamente organizzato dalla Federazione Lettone di Football Americano; raggruppa squadre bielorusse, estoni e lettoni. Nel 2017 è confluita nella Monte Clark Cup, per poi essere nuovamente organizzata nel 2018.

## Formula
Il campionato è disputato nella formula a girone unico con play-off e finale (Baltic Bowl).

## Team partecipanti
In grassetto i team che partecipano alla stagione in corso (o all'ultima stagione).
| Team                | Numero Partecipazioni | Miglior piazzamento Stagione regolare | Partecipazioni Play Off | Titoli vinti |
| ------------------- | --------------------- | ------------------------------------- | ----------------------- | ------------ |
| Estonia             | 1                     | 1º 2018                               | 1                       | 0            |
| Grodno Barbarians   | 1                     | 3° 2015                               | 1                       | 0            |
| Kaunas Dukes        | 2                     | 3º 2019                               | 1                       | 0            |
| Kotka Eagles        | 1                     |                                       | 1                       | 0            |
| Kozły Poznań        | 1                     |                                       | 1                       | 0            |
| Minsk Pagans        | 1                     | 5° 2015                               | 0                       | 0            |
| Minsk Zubrs         | 1                     |                                       | 1                       | 1            |
| Riga Lions          | 4                     | 1º 2013                               | 4                       | 2            |
| Saldus Warriors     | 1                     | 3° 2013                               | 0                       | 0            |
| Tartu Titans        | 2                     | 2° 2013 2015                          | 2                       | 1            |
| Vilnius Iron Wolves | 2                     | 2º 2019                               | 1                       | 0            |
| Vitebsk Lynxes      | 1                     | 1° 2015                               | 1                       | 0            |
| Warsaw Eagles       | 1                     | 1º 2019                               | 0                       | 1            |

## Albo d'oro
| Stagione | Titolo          | Vincitore     | Avversario           | Risultato            | Luogo                       |
| -------- | --------------- | ------------- | -------------------- | -------------------- | --------------------------- |
| 2013     | I Baltic Bowl   | Tartu Titans  | Riga Mad Dogs        | 13 - 0               |                             |
| 2015     | II Baltic Bowl  | Riga Lions    | Tartu Titans         | 44 - 12              | Riga                        |
| 2016     | III Baltic Bowl | Minsk Zubrs   | Kotka Eagles         | 38 - 0               | Riga                        |
| 2018     | IV Baltic Bowl  | Riga Lions    | Estonia              | 28 - 20              | Vilkija Vilkija High School |
| 2019     |                 | Warsaw Eagles | Vincitori del girone | Vincitori del girone | Vincitori del girone        |